# Carl Ludwig
Carl Friedrich Wilhelm Ludwig (Witzenhausen, 29 de dezembro de 1816 — Leipzig, 23 de abril de 1895) foi um fisiologista alemão.

## Vida
Estudou em Erlangen e em Marburg, onde lecionou anatomia e fisiologia até 1849. Depois, lecionou em Zurique, até 1855, morou em Viena e em 1865 foi para Leipzig, onde fundou o Instituto de Fisiologia.
Ludwig inventou muitos aparelhos que o auxiliaram em pesquisas de fisiologia, entre os quais uma adaptação do quimógrafo de Thomas Young, que permitiu registrar os gráficos de pressão arterial e dos movimentos respiratórios. Inventou também uma bomba de sangue que permitiu pesquisas sobre os gases dissolvidos no sangue e na linfa. Esse mesmo invento ajudou estudos sobre trocas gasosas em músculos vivos e sobre a função das substâncias oxidantes no sangue.
Em 1844 concluiu um estudo sobre a formação da urina e da linfa. Em 1866 descobriu o nervo depressor do coração e, logo a seguir, o nervo acelerador. A partir disso estudou a ação de várias drogas sobre o coração. Enquanto estudava a pressão dos vasos capilares, localizou o centro vasomotor da medula.
Ludwig também estudou a coagulação sanguínea e foi o primeiro a demonstrar que as glândulas do sistema digestivo são controladas pelo sistema nervoso.

## Obras
- Beiträge zur Lehre vom Mechanismus der Harnsecretion. Marburg 1843.
- Beiträge zur Kenntnis des Einflusses der Respirationsbewegungen auf den Blutlauf im Aortensysteme. In: Arch. Anat. Physiol. 13, 1847: S. 242–302; übersetzt von J. Schaefer et al.: Contributions to the knowledge of the influence of the respiratory movements on the circulation in the aortic system. In: Progr. Biophysics & Molecular Biology (PBMB). review 2014.
- Lehrbuch der Physiologie des Menschen. 2 Bände. 1. Auflage. Verlag C. F. Winter, Heidelberg 1852–1856.
  - Erster Band: Physiologie der Atome, der Aggregatzustände, der Nerven und Muskeln. Verlag C. F. Winter, Heidelberg 1852. (Digitalisat und Volltext im Deutschen Textarchiv; Digitalisat).
  - Zweiter Band: Aufbau und Verfall der Säfte und Gewebe. Thierische Wärme. Verlag C. F. Winter, Leipzig und Heidelberg 1856. (Digitalisat und Volltext im Deutschen Textarchiv; Digitalisat).
- Lehrbuch der Physiologie des Menschen. 2 Bände. 2. Auflage. Verlag C. F. Winter, Heidelberg 1858–1861.
  - Erster Band: Physiologie der Atome, der Aggregatzustände, der Nerven und Muskeln. C. F. Wintersche Verlagshandlung, 2. Auflage, Heidelberg 1858, 612 Seiten, ISBN 978-1-332-47981-8 (Reprint).
  - Zweiter Band: Aufbau und Verfall der Säfte und Gewebe. Thierische Wärme. C. F. Wintersche Verlagshandlung, 2. Auflage, Heidelberg 1861, 780 Seiten, ISBN 978-0-282-31423-1 (Reprint).
- Arbeiten aus der physiologischen Anstalt zu Leipzig. Zehnter Jahrgang 1875. Mitgetheilt durch C. Ludwig. Verlag: S. Hirzel, Leipzig 1876. Die Zeitschrift enthält bedeutende Untersuchungen von Ludwig und seinen Schülern.